# Īncheh Shāhbāz
Īncheh Shāhbāz (persiska: اینچه شاه باز) är en ort i Iran.   Den ligger i provinsen Khorasan, i den nordöstra delen av landet, 700 km öster om huvudstaden Teheran. Īncheh Shāhbāz ligger 1 739 meter över havet och antalet invånare är 110.
Terrängen runt Īncheh Shāhbāz är huvudsakligen kuperad, men den allra närmaste omgivningen är platt. Īncheh Shāhbāz ligger nere i en dal.Runt Īncheh Shāhbāz är det ganska glesbefolkat, med 38 invånare per kvadratkilometer. Närmaste större samhälle är Īncheh Sābolāgh, 4,7 km sydost om Īncheh Shāhbāz. Trakten runt Īncheh Shāhbāz består i huvudsak av gräsmarker.